# Vääna-Jõesuu
Vääna-Jõesuu észt üdülőfalu, a Harjumaa megyében található Harku község része. 

## Földrajza
Népszerű pihenőhely a Balti-tenger partján. Itt torkollik a tengerbe a Vääna folyó. Lakóinak száma 2012-ben 816 fő, míg 2010-ben 686 fő volt. Ennek a kis településnek a népessége folyamatosan növekszik, mert kiváló természeti adottságainak köszönhetően egyre többen az egész évet itt töltik. 

## Nevének jelentése
A helység neve a Vääna folyó torkolatára utal, mely szerint Vääna-Jõesuu magyarul a „Vääna torkolata”.

## Népessége
A település népessége az utóbbi években az alábbi módon alakult:
| Lakosok száma | 919  | 1116 | 1188 | 1200 |
|               | 2011 | 2019 | 2020 | 2021 |

## Fordítás
- Ez a szócikk részben vagy egészben  a   Vääna-Jõesuu című angol Wikipédia-szócikk ezen változatának fordításán alapul.  Az eredeti cikk szerkesztőit annak laptörténete sorolja fel. Ez a jelzés csupán a megfogalmazás eredetét és a szerzői jogokat jelzi, nem szolgál a cikkben szereplő információk forrásmegjelöléseként.